# Ji Linjun
Ji Linjun (chinesisch 吉林俊; * 3. Mai 1986 in Shanghai) ist eine ehemalige chinesische Beachvolleyballspielerin.

## Karriere
Ji Linjun startete seit 2001 auf der FIVB World Tour. Erste Top-Ten-Ergebnisse hatte sie 2002 mit Wang Lu, 2003 mit Wang Jie und 2004 mit Zhang Xi. Mit You Wenhui gewann sie 2005 das Satellite-Turnier in Bangkok und hatte einige Top-Ten-Ergebnisse auf der US-amerikanischen AVP Tour. Ihren größten Erfolg hatte Ji Linjun 2006 mit Wang Lu, als sie beim Open-Turnier in Athen das Endspiel erreichte. 2007 war Zhang Ying ihre Partnerin. 2008 wurde sie mit Miao Chenchen im indischen Hyderabad asiatische Vizemeisterin. 2009 spielte Ji Linjun zusammen mit Xue Chen.